# Ибн Халдун
Абу Заид Абд ер-Рахман бен Мохамед бен Халдун ел-Хадрами (на арабски: أبو زيد عبد الرحمن بن محمد بن خلدون الحضرمي) е арабски учен и философ. Той е смятан за основоположник на демографията, културната история, историографията, философията на историята, и социологията. Смятан е и за един от пионерите на съвременната икономическа наука, въпреки че първите текстове в тази област принадлежат на живелия хилядолетие и половина по-рано индиец Чанакя. Ибн Халдун работи също в областта на астрономията, историята, теологията, правото, математиката.
Трудът му „Мукаддима“, известен още като „Пролегомена“ или „Въведение в историята“, се приема за първия завършен трактат върху основите на либералната икономика. Ценен е от учените като предшественик на Макиавели и дори е смятан за по-задълбочен теоретик от него. Ибн Халдун е извор на идеи за френските физиократи в зората на модерната икономическа наука. Съществуват сериозни съмнения, че бащата на икономиката Адам Смит е използвал идеи за написването на „Богатството на народите“ от Ибн Халдун.

## Биография
Животът на Ибн Халдун е сравнително добре документиран, като дори той е написал и автобиография (التعريف بابن خلدون ورحلته غربا وشرقا; Ибн-Халдун Ал-Отпускането би уа Riħlatuhu Gharbān WA Sharqān ), в която са цитирани множество документи по отношение на живота му дума по дума. Въпреки това, автобиографията му дава ограничени сведения за личния му живот. Така например малко се знае за семейството му, от което произхожда. В своята автобиография, Ибн Халдун се връща обратно към времето на Мохамед, когато арабско племе от Йемен, и по-специално Хадрамаут, което идва в Испания през 8 век в началото на ислямското завоевание. По собствените му думи: „И нашите прадеди са от Хадрамаут от арабите на Йемен, най-добрите от арабите, добре познати и уважавани“. Въпреки твърденията, че Ибн Халдун произхожда от далечен арабски род от Хадрамаут, биографът Мохамед Енан поставя под въпрос това и предполага, че вероятно семейството му има муладски произход (испански християни, приели исляма). Ибн Халдун твърди, че е с арабски произход с цел да придобие висок социален статус.
Като цяло е известно че Ибн Халдун е роден в Тунис и е наследник на андалуската фамилия Banū Khaldūn. Неговото семейство е богато от Андалусия, което след падането на Севиля при Реконкистата в средата на 13 век емигрира в Тунис. Баща му е виден юрист и филолог. Бил е ценител на поезията, философията, логиката и е събирал в дома си видни тунизийски личности. При тунизийската династия Хафсиди част от членовете на семейството му са заемали политически длъжности. Баща му и дядо му, обаче се оттеглят от политическия живот и стават последователи на окултното. Брат му Яхя Ибн Халдун е историк. Ибн Халдун получава солидно образование, учи при знаменити за времето си преподаватели и започва своята кариера като придворен писар. Принуден бил да започне работа защото през 1348 г. остава пълен сирак. По това време в Северна Африка върлува епидемия от чума. Ибн Халдун оцелява, но родителите му са покосени от коварната болест. Постепенно започва да се движи нагоре по стълбичката на йерархията. Скоро се жени и му се раждат деца. Съдбата обаче отново се оказва жестока. Жена му и децата му загиват при корабокрушение. По-късно става професионален политик и заема длъжности на съветник, посланик и министър в Северна Африка и Гранада. Ибн Халдун е пътешествал много. Бил е в Алжир и Мароко, където попълва своите знания в тамошните библиотеки, в които се е срещал с много испански учени. Живял е в Гранада и отново се връща в Алжир. Бил е хатиб в джамия, но след това е поканен на държавна служба. Дори и като министър Ибн Халдун продължава да преподава.
През 1374 г. се отказва от политиката и се посвещава напълно на науката и преподавателската си дейност. Бързо започва да изпитва на гърба си враждебното отношение на туниските богослови. Затова през 1382 г. се принуждава да се премести в Кайро. Тук той е назначен за върховен кадия и почти до края на живота си остава такъв. Преподава и в знаменития университет Ал-Азхар. В края на жизнения си път служи за малко и на Тимур. Връща се в Кайро и тук умира на 17 март 1406 г.